# Stora Änkatjärnen
Stora Änkatjärnen är en sjö i Marks kommun i Västergötland och ingår i Rolfsåns huvudavrinningsområde. Sjöns area är 0,03 kvadratkilometer och den befinner sig 153 meter över havet.